# Бардіна Ольга Василівна
Ольга Василівна Бардіна (1932—2001) — радянська, російська оперна співачка (лірико-драматичне сопрано). Народна артистка СРСР (1978).

## Біографія
У 1954 році закінчила історичний факультет Ташкентського університету, а в 1959 році — Ташкентську консерваторію.
1959—1962 рр. — солістка оперних театрів Ташкенту та Уфи.
1962—1964 рр. — солістка Саратовського театру опери та балету.
З 1984 року — солістка «Росконцерту».